# Lotononis parviflora
Lotononis parviflora är en ärtväxtart som först beskrevs av Peter Jonas Bergius, och fick sitt nu gällande namn av David Nathaniel Friedrich Dietrich. Lotononis parviflora ingår i släktet Lotononis och familjen ärtväxter. Inga underarter finns listade i Catalogue of Life.